# La Novela Corta
La Novela Corta fue una colección literaria publicada en Madrid entre 1916 y 1925.

## Descripción
Fundada por José de Urquía y cuyo primer número apareció en 1916, terminaría por convertirse, al menos en la opinión de Labrador Ben y Sánchez Álvarez-Insúa, en la más importante de las diversas colecciones literarias que proliferaron en España en las primeras décadas del siglo XX. Cesó en 1925, habiendo publicado 499 números. Tuvo una efímera reaparición en la década de 1950, con una colección del mismo nombre.